# Bechthal

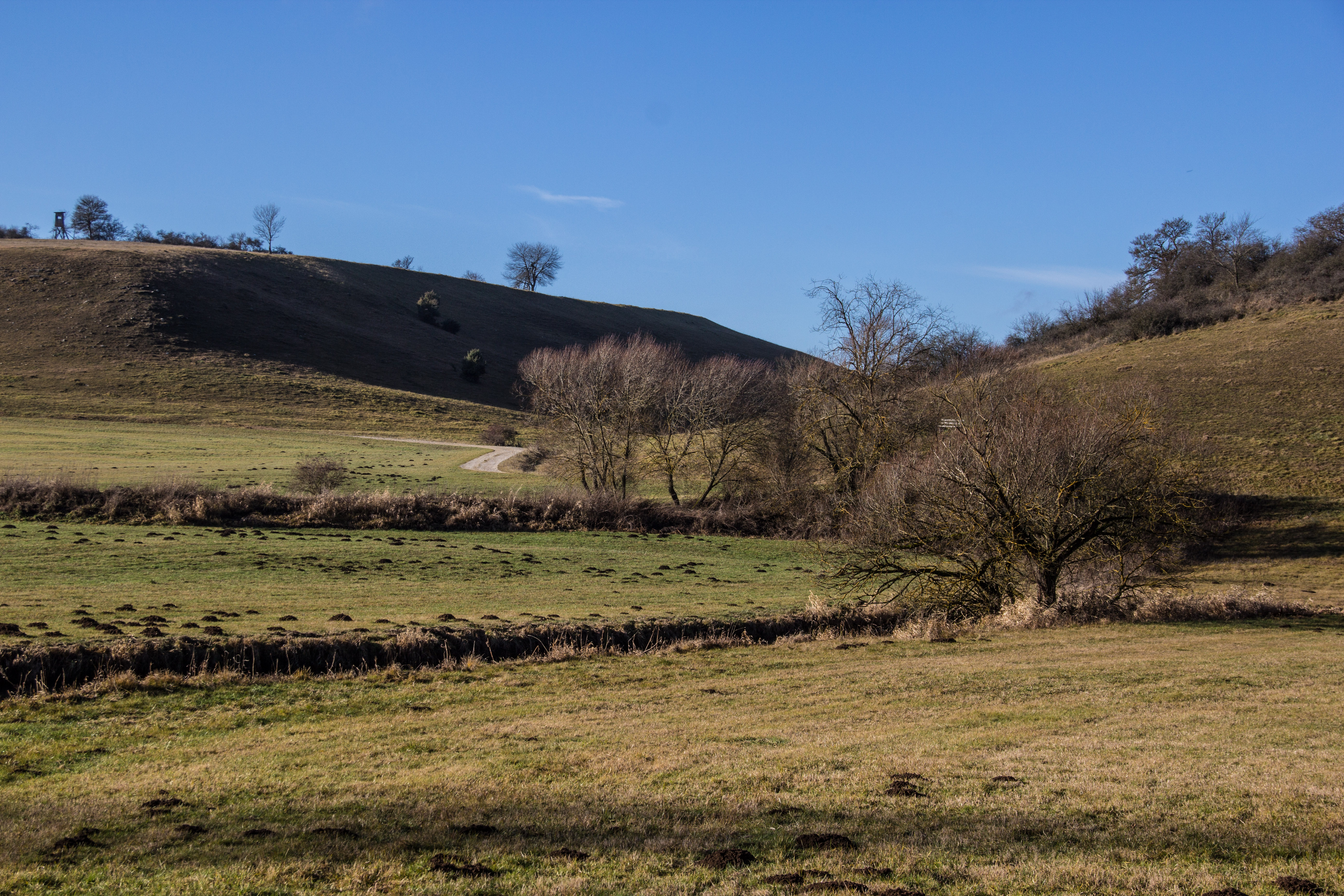
Anlautertal bei Bechthal

Bechthal ist ein Gemeindeteil der Gemeinde Raitenbuch im mittelfränkischen Landkreis Weißenburg-Gunzenhausen. Zum Gemeindeteil gehört die Bergmühle. Die Gemarkung Bechthal hat eine Fläche von 3,108 km². Sie ist in 373 Flurstücke aufgeteilt, die eine durchschnittliche Flurstücksfläche von 8331,26 m² haben.

## Geographie und Verkehr
Das Kirchdorf liegt, umgeben von Feldern und Wiesen, in der Südlichen Frankenalb auf dem Jura im Anlautertal, circa 3,5 Kilometer von Raitenbuch entfernt. Nordöstlich fließt die Anlauter vorbei. Unterhalb der Burg Bechthal befindet sich der Bechthaler Weiher, ein kleiner Landschaftssee mit Bademöglichkeit, der im Rahmen der Flurbereinigung 1977 angelegt wurde und von frischem Quellwasser gespeist wird.
Die Kreisstraße WUG 16 führt nach Gersdorf bzw. nach Reuth am Wald zur Staatsstraße 2228. Gemeindeverbindungsstraßen führen nach Oberkesselberg und nach Biburg zur Kreisstraße WUG 32/EI 47.

## Geschichte
1254 wurden die „Pechthaler“ erstmals erwähnt. Es handelte sich um eine Ministerialenfamilie (ritterlicher Dienstmann) des Hochstifts Eichstätt. Später konnten sie sich vom Hochstift lösen und eine kleine selbständige Herrschaft in der Umgebung aufbauen, die sie bis ins 15. Jahrhundert behielten.
Im Geographischen statistisch-topographischen Lexikon von Franken (1801) wird der Ort folgendermaßen beschrieben:

„Pechthal, Eichstättisches Filialkirchdorf von Raitenbuch im Gredinger Kapitel Eichstätter Diöces, liegt 1 Stunde von Raitenbuch gegen Abend entfernt, zwischen der Anlauter, und dem Kesselberge, an dessen Hänge es sich gegen dem Anlauter Grunde herumzieht. Das alte Schloß [Sp. 314] Pechthal, auch Waldeck genannt, das erste unter den nun verfallenen 5 Schlössern an der Anlauter hinab, stund oberhalb dem Dorf auf dem Berge, wo noch die Ruinen davon übrig sind.
Laut alter Gült und Zinßregister gehörten zu diesem Schlosse […] 43 Unterthanen.
[…] Es war dieses Schloß das Stammhaus einer alten adelichen Familie von Pechthal. Hermann Pechthaler von Pechthal verkaufte 1414 diesen seinen Sitz mit aller Zugehör Rüdigern von Erlingshofen. 1470 machten die Gebrüder Sigmund und Kaspar die Erlingshofer eine Theilung dieses Schlosses, und der Eichstättische Bischoff Wilhelm von Reichenau schrieb ihnen eine Burgfriedsordnung vor. 1544 gab die Pfalzneuburgische Landschaft mit Titting auch den halben Theil an dem Schlosse Pechthal dem Eichstättischen Bischoffe [Sp. 315] Moriz von Hutten um 12000 fl. an Gelde und Uebergebung der Stiftsgüter zu Langenaltheim zu kaufen. 1546 verkauften die Erlingshofer den andern halben Theil von Pechthal Albrechten von Güllen für 3200 fl. dieser aber solchen wieder 1557 für 3000 fl. an den Eichstättischen Bischoff Eberhard von Hirnheim.
Die Kirche im Dorfe Pechthal ist dem heil. Veit geweiht. 1335 vertauschte der Eichstättische Bischoff Heinrich V. ein Schenk von Reicheneck, das dortige Patronatrecht, welches der Kaiser von der Eichstättischen Kirche zu Lehen trug, gegen jenes zu Eysolden mit K. Ludwig V. um.
Dieses Dorf ist ganz Eichstättisch, und gehört mit seinen 14 Unterthanen und aller hohen dann niedern Obrigkeit zum Eichstättischen Pfleg- und Vogtamte Titting Raitenbuch.“

Mit dem Gemeindeedikt (19. Jahrhundert) wurde Bechthal eine Ruralgemeinde. Am 1. Juli 1972 wurde diese im Zuge der Bayerischen Gebietsreform nach Raitenbuch eingegliedert.

### Baudenkmäler
- Burg Bechthal

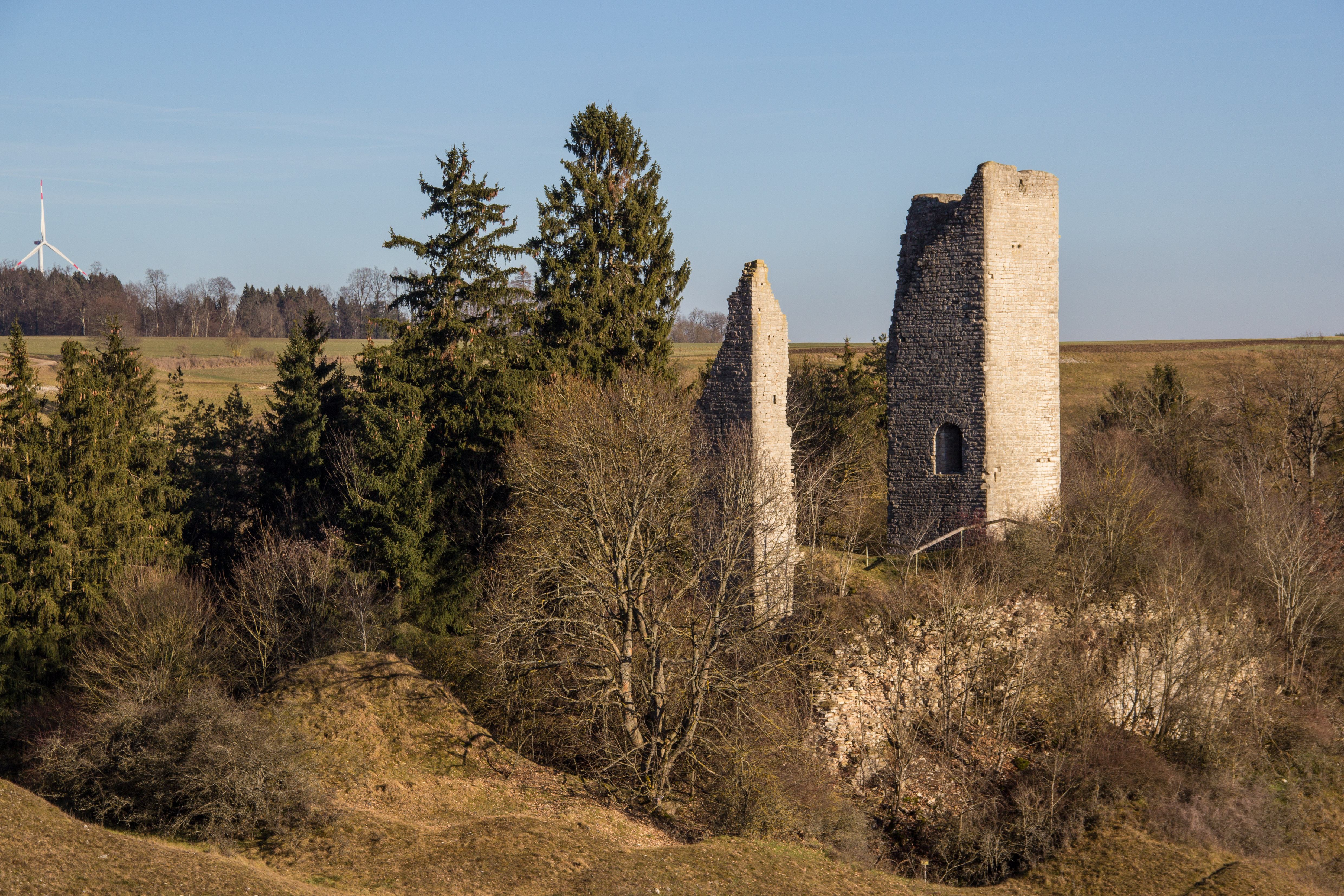
Burg Bechthal, Dezember 2013

- Die der Heiligen Margareta geweihte Dorfkirche wurde im 12. Jahrhundert erbaut und im 17. Jahrhundert im Barockstil umgestaltet.[8]

### Einwohnerentwicklung
| Jahr          | 1910 | 1933 | 1939 | 1987 |
| Einwohnerzahl | 101  | 103  | 103  | 84   |